# Josef Kaiser
Josef Kaiser (Bač, 10 marzo 1954) è un medaglista e scultore austriaco.

## Biografia
Scultore dalla zecca austriaca, ha inciso nel 2002 tutte le monete euro austriache.